# Держава Божа 2053 року
Держа́ва Бо́жа 2053 ро́ку (хорв. Država Božja 2053.) — роман-утопія Іво Брешана, частина трилогії, яку, крім цього роману, складають твори «Астарот» (див. також Астарот) і «Чортове нутро». «Держава Божа 2053 року» подає картину тоталітаризму в майбутньому, тоді як «Астарот» зображує тоталітаризм у минулому, а «Чортове нутро» — в розрізі сьогодення.

## Сюжет

### Історичне тло
У цій версії розвитку світу Хорватія вступила в Європейський Союз, який наприкінці 2010-х років було федералізовано і перетворено на Федеральний Європейський Регіон (ФЄР).
У 2020-х роках на тлі валу корупції, рецесії і економічної кризи на політичну сцену вийшла новоспечена «Хорватська християнсько-соціальна партія», лівацька партія на чолі з харизматичним Тео Торлаком.
Після перемоги було оголошено національну диктатуру. Тео Торлак проголошується довічним президентом, а всі інші партії розпущено і заборонено. Новою нормою стає теократична диктатура, а нову владу формує Церква. Після відібрання заводів та інших виробництв, які належали іноземним компаніям, Хорватію виганяють з ФЄР і встановлюють для неї торговельне ембарго, а Торлак закриває всі кордони і оголошує еміграцію незаконною.
Під його теократичною владою християнство стає обов'язковою релігією, тоді як атеїзм і всі інші релігії опиняються поза законом, запроваджено новий код одягу, а більшість сучасної музики оголошено сатанинською та заборонено. По всій країні відкриваються «реабілітаційні» центри, де карних злочинців, непокірну молодь і політичних противників піддають катуванням і наркотизують, щоб домогтися їх повної покори.

### Дія твору
Дія розгортається 2053 року, через 27 років після приходу до влади Торлака. В основі сюжету зусилля окремих представників сім'ї Локо, спрямовані на те, щоб якось вижити в такому світі, де більшість народилася і жила до часів Торлака. Кінцівка роману схожа на кінцівку «Астарота» — символіка Христа.

## Цитати
|  | — Чи думаєте, що Любичич був одержимий Сатаною, коли це зробив? — Виключено. Якби був, ніколи б не напав на Божого службовця. — Як це? Та ж це загальновідомо, що Сатана відвертає людей від Бога. — Господи Боже, повірте, мені цього ніколи не вдавалося збагнути. Якщо Сатана у пеклі мучить тих, які згрішили проти Бога, то він має бути на боці Бога. Він карає його ворогів. Тож він, мабуть, є чимось на зразок Божої поліції. |

Mislite li da je Ljubičić bio opsjednut Sotonom kad je ono napravio?
- Isključeno. Da je bio, nikad ne bi napao Božjeg službenika,
- Kako to? Pa opće je poznato da Sotona odvraća ljude od Boga.